# محسن الصفار
الدكتور محسن الصفار كاتب ساخر عراقي المولد في عام 1968 درس الطب النفسي اشتهر بكتابة القصص والمقالات الساخرة في مختلف المواضيع الاقتصادية والاجتماعية والسياسية له عدة كتب منها كتاب عالم مجنون مجنون ومجنون يحكي وعاقل يسمع.